# Pielenhofen
Pielenhofen är en kommun och ort i Landkreis Regensburg i Regierungsbezirk Oberpfalz i förbundslandet Bayern i Tyskland.
Kommunen ingår i kommunalförbundet Pielenhofen-Wolfsegg tillsammans med kommunen Wolfsegg.